# 三山所城

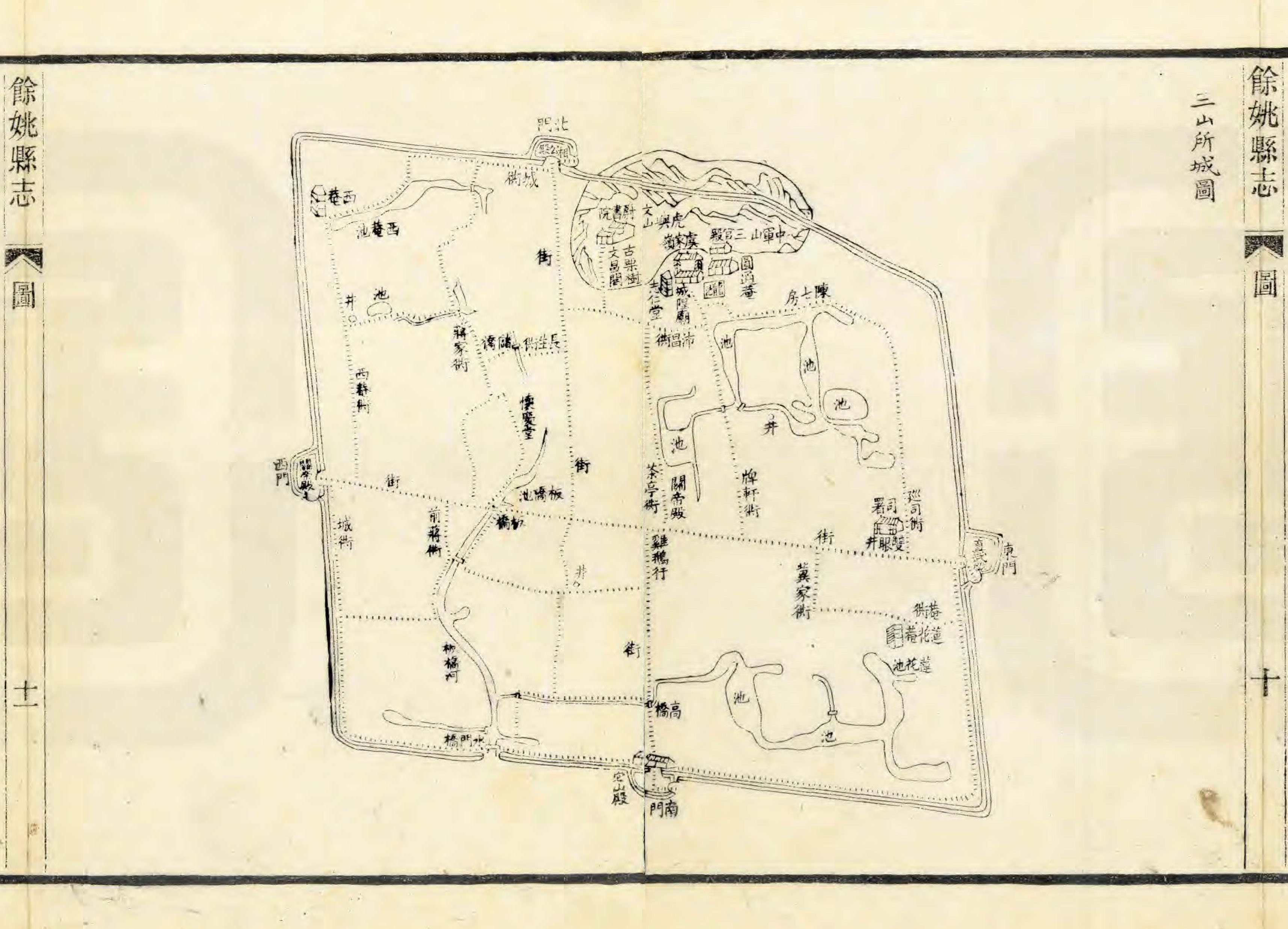
清光绪二十五年（1899）《余姚县志》三山所城图。

三山所城又名浒山城，位于中国浙江省宁波慈溪市城区浒山街道，现存北城门及护城河。
三山千户所为明朝设置的卫所，以蔡山、金山、破山三山并峙而得名，洪武二十年（1387）信国公汤和奉诏建置，属临山卫，为明初于绍兴府境内设立的“三卫五所”之一。治所位于余姚县东北三十五里浒山（又名虎屿山）之南，北距海十五里，介于临山卫与观海卫之间，由千户刘巧住监筑，内设三山巡检司（司署位于东门内）。清代后其军事功能渐失，演变为居民生活场所和商贸集散地。民国十九年（1930）置浒山镇，为余姚北部的主要集镇之一。
1954年，其地划归慈谿县，同时慈谿县治自慈城镇迁至此地，遂为县城，城墙也因城区建设逐渐拆除。

## 所城建筑
三山城墙原呈近平行四边形，城周三里一百一十步（三里一百二十八丈，约1849.6米，至1949年时城区面积约0.34平方公里），始建时高一丈六尺，后增建至二丈二尺（约7.04米），底厚四丈五尺（14.4米），面厚为其一半（7.2米）。设东西南北城门四座，门外均设瓮城和吊桥，水门一座，位于南门西侧。护城河周六百六十丈（约2112米），深一丈三尺（约4.16米），阔三丈八尺（约12.16米）。现存的北城门位于水南社区上林坊北、环城北路南侧，墙高3.1米，宽3.8米，进深5米，以条石错缝砌筑。城楼面阔五间，进深五檩，硬山顶，瓮城轮廓仍清晰可辨。
此外在慈溪市区金黄广场石铺地面上以铜条镶嵌有三山所城图，以光绪《余姚县志》附图按比例放大重制而成。